# حي كاليفورنيا
كاليفورنيا هو حي راقي بجنوب الدار البيضاء في المغرب.
في 1942 بعد هبوط القوات الأمريكية في الدار البيضاء في اطار الحرب العالمية الثانية الجنرال باتون امر ببناء المعسكر في ولاد حدو. حيث كان المناخ مشابها لمناخ كاليفورنيا بالنسبة للأمريكيين مما يفسر التسمية.
الحي الآن هو منطقة للمنازل الفاخرة للطبقة الثرية لكن الحي يعاني من احياء صفيح.